# Gabriel D'Almeida Freitas
Gabriel D'Almeida Freitas, né le 4 juin 1990 à Québec, est un acteur, humoriste et scénariste québécois, d'origine portugaise.

## Biographie

### Formation
En 2008, il entame un DEC en cinéma dans un cégep du Québec, le Collège Lionel-Groulx. En 2009, il est accepté à l'École nationale de l'humour d'où il sera diplômé en juin 2011.

### Carrière
À sa sortie de l'ENH en 2009, Gabriel D'Almeida Freitas signe un contrat avec Turbulent média, qui produira sa première web-série, La boite à malle. Accompagné du réalisateur Patrice Laliberté, Gabriel scénarise une centaine de capsules sur le thème des malaises et joue dans plusieurs d'entre elles. La web-série sera d'ailleurs en nomination au gala les Oliviers. Le duo crée aussi une autre web-série, Offre d'emploi, produite par Jimmy Lee et diffusée sur LIB TV.
En 2013 et 2014, il participe à la compétition En route vers mon premier gala, où il présentera des numéros hors du commun, mélangeant le mime et l'absurde. Il ira même jusqu'à s'accompagner d'une chorale d'une trentaine de personnes chantant Carmina Burana. 
En ce qui concerne l’écriture, il a fait entre autres partie des équipes de l'émission LOL :-), les Détestables, Mouvement Deluxe et le spectacle de Julien Lacroix. À titre de comédien, il participe à plusieurs séries télévisuelles telles que Les Simone, Hubert et Fanny, les Magnifiques, Le sens du punch ainsi que Le Chalet[réf. nécessaire].  
En 2015, il crée, dans le cadre du festival Zoofest, le spectacle « 60 humoristes en 60 secondes » qui est présenté deux soirs aux Katacombes, sur la rue Saint-Laurent. En 2018, le spectacle, qui prend alors le nom de « 100 humoristes en 100 minutes », est présenté en ouverture du Grand Montréal comique, expérience qui sera renouvelée en juin 2019, à l'Olympia de Montréal. Au début de l'année 2019, Gabriel vend en partie les droits d'adaptation pour une émission télé au producteur français Arnaud Chautard, de la boîte Jaad Productions. L'émission, qui sera plus tard diffusée sur les ondes de Canal+, prend alors le nom Soixante et est animée par Kyan Khojandi.
En 2017, Gabriel D'Almeida Freitas participe au retour de l'émission Occupation double à V télé. Il joue le rôle d'idéateur. À son retour de Bali, où est tournée la téléréalité, il crée, avec Jill Niquet-Joyal et Valérie Dalpé, l'émission L'Open Mic de..., une quotidienne présentant chaque soir des stand-up comiques qui a été diffusée sur les ondes de V à l'hiver 2019. 
Pendant toutes les années ayant suivi sa sortie de l'ENH, il se découvre une passion pour le jeu. En effet, il cumule divers rôles dans des séries et des web-séries. C'est toutefois en septembre 2018 que sa carrière d'acteur prend réellement son envol, quand Xavier Dolan le fait découvrir parmi les acteurs Antoine Pilon, Samuel Gauthier, Adib Alkhalidey, Catherine Brunet et Marilyn Castonguay sur son Instagram personnel, alors qu'il est en plein tournage de son film Matthias et Maxime. Dans ce film, Xavier Dolan qui tient le rôle de Maxime donne à Gabriel D'Almeida Freitas celui de Matthias,. Au printemps 2019, le film est sélectionné en compétition officiel du 72e festival de Cannes. 
Au même moment, Radio-Canada annonce qu'il tiendra un des rôles principaux de la nouvelle série de Danielle Trottier, aux côtés de Roy Dupuis et d'Hélène Bourgeois Leclerc. La série Toute la Vie est diffusée sur Radio-Canada depuis l'automne 2019.

## Filmographie

### Télévision
- 2011 : Offre d'emploi de Patrice Laliberté
- 2012 : La Boîte à Malle de Patrice Laliberté
- 2013 : Pitch de Sébastie : Gagné
- 2014 : Non cette femme n'est pas pour le vieil homme de François St-Amand
- 2015 : L'Heure à Laprise de Guillaume Loner
- 2017 : Hubert et Fanny de Mariloup Wolfe : Dave
- 2017-2018 : Les Simone (saisons 1 et 2) de Ricardo Trogi : Nicolas Bazin
- 2017-2018 : Le Chalet IV, V de Marie-Claude Blouin : Raphaël
- 2018 : Les Magnifiques II de François Saint-Amand
- 2018 : Les Éphémères de Mathieu Gadbois : Nicolas

### Cinéma
- 2016 : Richard Superstar d'Alec Pronovost : Richard
- 2018 : Matthias et Maxime de Xavier Dolan : Matthias
- 2018 : Mon ami Walid d'Adib Alkhalidey et Julien Lacroix : Bachelor-Fée
- 2024: La verbena de Rubén Sánchez: Alex

## Théâtre
- 2017 : Being Philippe Gold de Philippe Boutin, Théâtre Denise-Pelletier : Rôles multiples

## Spectacles
- 2011 : Tournée de l'École Nationale de l'Humour
- 2012 : Comédie Club'
- 2012 : Cascadeur, Gala Juste pour rire de Mike Ward'
- 2012 : Soirée Klown Kabaret, Lion d'or
- 2013 : Martin Perrizolo'
- 2013 : Trouble fête, spectacle Stéphane Fallu'
- 2013 : Spectacle Ha-Haïti, animé par Rachid Badouri'
- 2013 : Festival du rire à Lourdes, France'
- 2013 : Gala 25 ans de l'École national de l'humour'
- 2013 : Comédie Club'
- 2014 : Festival du rire de Cavaillon
- 2015 : Les soirées Juste pour rire en tournée
- 2016 : Gala Juste Pour Rire'
- 2016 : 60 Humoristes / 60 minutes (concepteur)
- 2018-2019 : 100 Humoristes en 100 minutes (concepteur)

## Auteur
- 2013 : En mode Salvail : Scripteur
- 2013-2014 : Les Détestables - Saison IV-V : Auteur
- 2013-2014 : LOL - Saison IV-V : Auteur
- 2014 : Les Pêcheurs : Auteur du site web et de l'application
- 2014 : SNL Québec : Auteur
- 2015 : Mouvement de Luxe
- 2016 : Ma gang de malade, saison 1 : Auteur
- 2017 : Occupation Double Bali : Idéateur
- 2018 : L'Open Mic de ...' : Auteur et concepteur